# Gerda Staniek
Gerda Adele Staniek, geborene Schilling (* 8. Februar 1925; † Januar 1985), war eine österreichische Speerwerferin.
1947 gewann Gerda Staniek Silber bei den Internationalen Universitätsspielen, und 1948 wurde sie Neunte bei den Olympischen Spielen in London.
Bei den Olympischen Spielen 1952 gelang ihr in der Qualifikation kein gültiger Versuch.
1951 und 1953 wurde sie Österreichische Meisterin. Ihre persönliche Bestleistung von 42,32 m stellte sie am 29. Juni 1947 in Wien auf.